# Niki Aebersold
Niki Aebersold, (Freimettigen, 5 de juliol de 1972) va ser un ciclista suís, que fou professional entre 1996 i 2005. Del seu palmarès destaca els resultats que va fer al Campionat de Suïssa en ruta on va quedar campió el 1998, i va fer 2 tercers llocs el 1997 i el 2003.

## Palmarès
- 1996
  - Vencedor d'una etapa a la Regio-Tour
- 1997
  - 1r a la Stausee Rundfahrt
  - Vencedor d'una etapa a la Volta a Suïssa
  - Vencedor d'una etapa al Gran Premi Guillem Tell
  - 1r a la Volta a Suïssa oriental i vencedor de 6 etapes
- 1998
  -  Campió de Suïssa en ruta
  - 1r a la Milà-Torí
  - 1r a la Viena-Rabenstein-Gresten-Viena
  - Vencedor de 2 etapes a la Volta a Suïssa
  - Vencedor d'una etapa a la Volta a Àustria
- 2004
  - Vencedor d'una etapa a la Volta a Suïssa

### Resultats a la Volta a Espanya
- 1998. 27è de la classificació general
- 1999. 20è de la classificació general
- 2001. 90è de la classificació general
- 2003. 144è de la classificació general

### Resultats al Giro d'Itàlia
- 2000. 68è de la classificació general
- 2004. 41è de la classificació general